# 哈密之爭
哈密之爭，也稱明朝哈密爭奪戰、明朝哈密戰爭，為發生在明朝中期的一系列在新疆哈密地區（哈密国）的爭奪戰爭。因為哈密地區位於明朝、蒙古瓦剌和东察合台汗国（亦力把里）三派势力的交界，为兵家多争之地。明朝后期，哈密由吐鲁番汗国（東察合台汗國东部势力）最终控制。

明正統元年（1436年）明朝西北政治局势，哈密卫位于三方势力的交集

## 背景
哈密是以前汉朝西域、唐朝伊州之地。汉武帝曾经设置酒泉郡、张掖郡、敦煌郡，即明清的甘、凉、肃。又在玉门关设置通往西域，并设置都护及戊巳校尉，以阻断匈奴单于的右方，即后来的哈密。西晋时为凉州牧张寔占领。三国时期魏国又打通西域。隋朝隋炀帝因裴矩进《图记》，抵达玉门关，设置伊吾镇、且末镇。唐朝时期，哈密隶属陇右道，安史之乱时，被吐蕃占领。此地地表无水源，常年寒冷，多有积雪，雪融了方为水源。元朝时，封兀纳失里为威武王，占领此地。明朝初期，朱元璋平定陕西、甘肃后，在嘉峪关以西不设置行政官署。
明朝洪武十三年（1380年），都督濮英屯兵西凉，奉命进兵哈密。占据此地的元裔兀纳失里遣使请降。洪武十四年（1381年），哈密使臣回回阿老丁向明朝贡马，诏赐文绮，遣往畏兀儿地方宣谕。洪武二十三年（1390年），哈密王兀纳失里遣长史阿思兰沙、马黑木沙贡马。洪武二十四年（1391年），因兀纳失里阻断交通，抢夺贡物，追杀路经哈密的各国使者，中原和西域交通断绝。太祖朱元璋命都督佥事刘真偕甘肃都督宋晟率兵攻占哈密，兀纳失里携眷逃跑。洪武二十五年（1392年），兀纳失里贡骡马请罪，太祖许其复国为王。洪武二十六年（1393年），兀纳失里死，其弟安克帖木儿继肃王位。
永乐元年（1403年），明成祖朱棣特许安克帖木儿“以马市易”，首次贡马4740匹，明朝政府照价付值。永乐二年（1404年），诏封安克帖木儿为忠顺王，并在此地设置哈密卫。此时，嘉峪关以西有七个卫所：哈密卫、安定卫、阿端卫、赤斤蒙古卫、曲先卫、罕东卫、罕东左卫，其中哈密卫最西。此地向东一千五百里抵达肃州、向西一千五百里抵达土鲁番，向北数百里抵达瓦剌，并以天山为边界。永乐三年（1405年），安克帖木儿卒，诏封安克帖木儿兄子脱脱为忠顺王。永乐四年（1406年），置哈必卫，设指挥、千户、百户等官，又以周安为忠顺王长史，刘行为纪善辅政。永乐九年（1411年），脱脱暴死，诏封脱脱从弟兔力铁木儿为忠义王。永乐十年（1412年），哈密卫增设僧纲司，专管佛教事务。永乐十二年（1414年），员外郎陈诚，户部主事李暹出使西域，途经哈密，次年返回。明洪熙元年（1425年），哈密上贡硫磺，明仁宗称哈密必须开始设置边防，同年兔力铁木儿死。次年，诏封脱脱子卜答失里嗣忠顺王。
宣德三年（1428年），因卜答失里年幼，诏命兔力铁木儿之子脱欢铁木儿为忠义王，同理国事。正統二年（1437年），脱欢铁木儿死，诏封其子脱脱塔木儿为忠义王。不久，正统四年十二月（1440年），忠顺王卜答失里死后，诏封其子倒瓦答失里为忠顺王。

## 一失一得
正统八年（1443年），瓦剌围攻哈密，杀死头目3人及城外男女50余人，虏去忠顺王母和部众1000余人。天顺元年（1457年），倒瓦答失里死，其弟卜列革嗣忠顺王。天顺四年（1460年）卜列革卒，无子，王母驽温达失里主国事。哈密为北部瓦剌攻占，王母及亲属头目逃奔苦峪（安西东南玉门西南）避难。哈密人民大批流亡关内。
成化二年（1466年），明朝兵部上奏请求收复哈密，于是命把塔木儿为右都督守哈密。当时土鲁番强盛，拥兵五万，其中速檀阿力威胁哈密、赤斤当地民众。甘肃巡抚娄良上报，兵部尚书白圭请求支援。于是举荐高阳伯李文、右通政刘文前往经略，部队刚抵达哈密时，哈密叛军已经溃散。然而，刘文不敢深入，仅仅调遣罕东、赤斤镇守苦峪，并带领大军返回，此举招致速檀阿力藐视明朝军队，并更加大胆地侵犯哈密。成化三年（1467年），命哈密故忠义王脱欢铁木儿外孙、都督同知把塔木儿为右都督，摄行国王事。成化八年（1472年），把塔木儿死，其子罕慎请嗣父职，明廷准嗣都督职，但不准主国事。哈密仍无王。
成化九年（1473年），吐鲁番速檀阿力率兵攻破哈密，掠王母及金印，派其妹夫牙兰据守。次年，以哈密头目脱脱不花等为指挥佥事等官，命暂住苦峡城，由都督罕慎暂行统辖。成化十二年，土鲁番速檀阿力遣使赤儿米郎来贡，称王母已经去世，等明朝使者抵达后，即归还归金印城池，然而其语气并不真实。同年冬天，更铸哈密卫印赐给罕慎，在苦峪建立卫所并占领，给予土田及牛具谷种。成化十四年，速檀阿力去世，羽奴思之子速檀阿黑麻继任。此时，甘肃抚臣王浚请求趁机离间收纳罕慎。成化十八年（1482年），都督罕慎联合赤金、罕东二卫，率兵万人收复哈密。罕慎因功晋封左都督。成化二十冬十一月，罕慎入哈密，嗣忠顺王。然而其贪婪残忍，为民众所怨恨。

## 二失二得
弘治元年（1488年），明朝封罕慎为忠顺王。年底，吐鲁番阿黑麻率兵东来，假意与罕慎联姻，在哈密城下，伺机杀罕慎。仍令牙兰驻守。哈密都指挥阿木郎等率众复迁苦峪避难。然而此时阿黑麻仍忌讳明朝，不敢称占领哈密，而仍然遣使入贡，请代领西域职贡。兵部尚书马文升提议下敕要求阿黑麻还王母及金印，玺书一下，阿黑麻大怒，意欲出兵靠近边塞。从将牙兰称吐鲁番已经惹怒很多，如果再进攻将不利，并提议退换城印求和，以求后进。阿黑麻最终同意，并归还。
弘治二年（1489年），明廷命罕慎之弟奄克孛剌袭都督同知。弘治四年（1491年），由于明廷干预，阿黑麻被迫交还哈密王印、城池及居民500余人。弘治五年（1492年），哈密有回回、哈剌灰、畏兀儿三种民族，兵部尚书马文升奏请“必须得元代遗孳袭封，以理国事”，诏封曲先安定王族人、故忠顺王脱脱侄孙陕巴为忠顺王，并遣使护送，并让奄克孛剌、阿木郎辅佐。不久，吐鲁番索求陕巴犒赐不得，而阿术郎更派遣哈剌灰族掠夺吐鲁番牛马，招致阿黑麻大怒，意欲再次进攻。

## 三失三得
弘治六年（1493年），吐鲁番阿黑麻再取哈密城，肢解阿木郎，绑架忠顺王陕巴回吐鲁番，掠走金印，仍令牙兰驻守。明廷中大学士丘浚对马文升说，哈密战争应当由马文升挂帅。马文升则认为西域地方对中国不构成大危害，应当施以绥靖之策。大臣也称明朝的威胁在北方瓦剌，而不应当让兵部尚书去西部指挥。于是明廷派兵部侍郎张海、都督侯谦前往。恰逢阿黑麻派遣头目写亦满速儿等四十人进贡言和。廷议中，通事王英建议利用西域各部落离间阿黑麻，并隔绝通市，以离间他们。廷议派遣张海前往，如果吐鲁番归还陕巴，则给予贡市；否则的话扣留使者。然而张海遣送赍玺书往责却没有得到回报。于是张海修葺嘉峪关，并逮捕哈密奸细，奏请戍边广西。
张海未等到命令就先返回京师，并称哈密存亡不会影响到中国。明孝宗大怒，称其无功，将张海与侯谦逮捕入狱并罢黜。马文升则称戍边哈密汉奸，并采用王英计策，关闭嘉峪关，使得西域商人均怨恨阿黑麻。然而西域人因此反而跟从阿黑麻，使得阿黑麻率领大军占领哈密，并自称可汗，掠夺罕东郡等地。
弘治八年（1495年）正月，阿黑麻向西离去，留下牙兰与撒他儿率精锐二百镇守哈密，牙兰精通军事。马文升听后，认为应当袭击并活捉牙兰；并召见肃州指挥杨翥，命其以罕东兵三千为前锋，明军三千后继，星夜兼程偷袭哈密。此举亦得到甘肃巡抚都御史许进支持。马文升并派遣副总兵彭清统锐卒由南山驰至罕东，即调罕东诸番兵。许进及总兵刘宁抵达肃州，在嘉峪关外驻军，并星夜前往。然而牙兰得知后逃脱，但属下八百人均被逮捕，明军占领哈密。自此西域开始忌惮中国。
当时阿黑麻正忙于与赤斤蒙古卫争夺，不敢进军哈密。之后在战胜赤斤蒙古后，弘治九年三月，阿黑麻亲自率兵攻占哈密，令撒他儿、奄克孛剌居守。撒他儿不敢镇守哈密，于是在剌木城驻军。奄克孛剌则秘密勾结瓦剌小列秃，偷袭斩杀了撒他儿，占领哈密。阿黑麻大怒派兵围困，但因小列秃援兵进入，吐鲁番军撤退。
此时，吐鲁番内困于绝贡不能互市，对外又因为明军许进镇守甘肃、瓦剌小列秃及乜克力等部围困，局势越发困难。弘治十年，阿黑麻令其兄速檀马哈木上书，愿悔过，归还陕巴及金印。马文升担心其中有诈，命其护送陕巴、金印至甘州。同年十一月，明孝宗起用左都御史王越，总制甘、凉等处边务，经略哈密。弘治十一年八月，再封陕巴为哈密忠顺王。
弘治十二年正月，明廷遣兵护忠顺王陕巴回到哈密，并命都督写亦虎仙、奄克孛剌、拜迭迷失三位辅佐，力主国事。并允许吐鲁番各部入京朝贡。然而陕巴则与掊克诸部、阿孛剌等交恶。弘治十七年（1504年），阿孛剌迎阿黑麻幼子真·帖木兒汗入主哈密，陕巴弃城逃到沙州。当时边吏遣指挥董杰及奄克孛剌到各地传谕部众，迎陕巴归还，阿孛剌不服。董杰于是逮捕杀死阿孛剌等六人，其余部落均恐惧服从。明廷又令都指挥朱瑄率兵护送陕巴恢复王维，而将真帖木儿归还吐鲁番。当时真帖木儿只有十三岁，其母是罕慎女儿。恰逢吐鲁番中阿黑麻去世，其孩子均仇杀夺位，真帖木儿恐惧不敢回家，愿意跟从奄克孛剌。然而守臣仍然担心其与陕巴不和，于是带回到甘州。其兄满速儿平定内乱，自立为吐鲁番王。

## 四失四得
正德元年九月，忠顺王陕巴去世，其子拜牙郎嗣位。拜牙郎为官淫虐，未能专心政事。而此时，满速儿自称“速檀”朝贡，上书请求归还真帖木儿。明廷兵部则视其为人质不予归还。不久真帖木儿潜逃，被明廷追获。正德七年，方才令哈密三都督送真帖木儿回吐鲁番。在抵达哈密后，奄克孛剌欲停止前行，而写亦虎仙、满剌哈三则坚持，最终护送其抵达吐鲁番。并将明朝情况告诉满速儿，偷偷诱导拜牙郎叛逃。拜牙郎担心下属谋害，则隐瞒奄克孛剌潜逃。奄克孛剌不从，逃至肃州。同年八月，拜牙郎弃城叛归土鲁番，满速儿令头目火者他只丁与写亦虎仙、满剌哈三窃取金印，镇守哈密。又令火者马黑木等至甘州索赏，称拜牙郎弃国从番，吐鲁番请求镇守哈密，诱骗巡抚赵鉴以为满速儿为忠臣，并获得金币。而此时，满速儿率兵占领拉木等城，与火者他只丁、牙木商议进攻甘肃。
正德九年（1514年），瓦剌南侵哈密，满速儿汗击败瓦剌，明韩对满速儿汗、真帖木儿各有赏赐。八月，明廷命右都御史彭泽总督甘肃，统延宁、固原诸镇部队，经略土鲁番。满速儿占领哈密后，向明廷索取金币，要求赎回哈密城印。明武宗敕都督奄克孛剌、写亦虎仙等共守哈密、赤斤等卫，如遇吐鲁番侵犯，一同抵御。
正德十年（1515年）正月，土鲁番火者他只丁进犯赤斤、苦峪等地，烧杀掠夺。此时明朝都御史彭泽抵达甘州，吐鲁番再写信给彭泽，索要金币。彭泽分析满速儿部队强悍，不宜用军事平定，于是筹措缎、绢、布匹等物，遣马骥等往哈密，与吐鲁番议和。满速儿大喜，并许诺归还哈密金印土地。彭泽不等待事成就上报，称满速儿畏惧明朝，并已经归还哈密土地和金印。同年四月，召还彭泽入京师。巡按甘肃御史冯时雍上疏称彭泽处理失当，讲和之事丧权辱国，而此奏章却被兵部尚书陆完压住。满速儿此时却更加骄横，四处掠夺嘉峪关外卫所，并与瓦剌结盟进犯河西走廊，并要求更多的金币以归还金印。
當初寫亦虎仙私下與土魯蕃酋速檀滿速兒勾結，而彭澤最初不知而派遣。滿速兒以城印來歸降，留下速檀拜牙郎等人。寫亦虎仙再次出使并私通滿速兒，準備進占肅州。當時，彭澤已經離開，趙鑑也離去，李昆擔任甘肅巡撫，他顧慮有變，在甘州扣留人質，并驅逐寫亦虎仙出關。正德十一年，滿速兒聽後大怒，再次進占哈密，并分兵進攻沙洲，親自率萬余騎兵進犯嘉峪關。遊擊芮寧與參將蔣存禮抵禦，芮寧率領七百部隊在沙子壩遇到敵軍，后兵敗陣亡。滿速兒遂屠城殺掠。武宗再次詔彭澤提督三邊軍務。恰逢副使陳九疇稱因為逮捕使者而使得內應絕，於是再次請求和議。於是撤銷彭澤出兵，彭澤乞求歸鄉。此後，王瓊追論嘉峪關戰敗，而錢寧從中參與，而大學士梁儲等堅持反對，於是事方止。王瓊仍然堅持追論彭澤事，李昆、陳九疇一同被逮捕追論。彭澤被貶為民、李昆被罷免官位，陳九疇除名。
正德十五年（1520年），满速儿遣归所虏明军镇抚程翥等并哈密忠顺王拜牙即妻妾家人，唯留拜牙即未遣。正德十六年四月，明武宗驾崩，明世宗即位。同年六月，逮捕兵部尚书王琼下狱，后谪戍榆林。因言官交相举荐，起用彭泽为兵部尚书，陈九畴为佥都御史巡抚甘肃。嘉靖元年八月，吐鲁番满速儿大举进攻，以两万骑兵进入甘州。都御史陈九畴率众先登，力战解甘州围。满速儿离开肃州时，陈九畴乘夜走小路抵达甘肃，夹击攻破。杀死吐鲁番将领火者他只丁，而满速儿亦中箭，众人声称其已经死亡。当时明世宗听闻河西走廊有战事紧急，派遣兵部尚书金献民、都督杭雄增兵，部队抵达兰州后即闻捷报。遂听从陈九畴计谋，闭关停止入贡。吐鲁番部队返回时，遇到蒙古亦不剌部队，再战再败。明廷再次收回哈密。。

## 五失
嘉靖四年二月，吐鲁番牙木兰再次占领哈密，并率众进入沙洲、伤及肃州。嘉靖五年三月，明世宗命兵部尚书王宪提督陕西边务。王宪上任后即释放羁押使者，并派人前往吐鲁番传谕，令其悔过伏罪归还哈密，然而吐鲁番不肯屈服。此时明廷正兴大礼仪之争事件，杨廷和、彭泽均因事离职，而张璁、桂萼上台后，即举荐与杨廷和不合的王琼，替代王宪担任总督。王琼上任后就发现满速儿未死，并请求治彭泽、陈九畴欺君之罪。刑部尚书胡世宁力争则得保全陈九畴戍边、彭泽和金献民归乡、杨廷和免职。
嘉靖七年八月，吐鲁番牙木兰因畏惧满速儿，而率领部队与民众向肃州求降，并祈求在白城山、金塔寺居住放牧，没有得到批准。此时，满速儿以讨伐牙木兰而攻击肃州，被副使赵载、游击彭浚等击退。
嘉靖八年二月，明廷将此前哈密的部队与民众分配到肃州。此时满速儿以牙木兰叛变而派人进攻，称愿意归还哈密城以换取牙木兰。此时关于哈密归属之争的事情再次被提起。王琼上奏称：
|  | 哈密既然能归，请令失拜烟答子米儿马黑麻镇守。其所归的部队千余人等，应散置于沙州。土巴帖木哥部落五千四百人，置白城山。哈密都督癿吉孛剌部落置肃州东部。赤斤都督刺南东置肃州北山金塔寺。罕东都指挥枝丹置甘州南山。。 |

王琼还将牙木兰逮捕，计划送给满速儿。而在兵部讨论中，廷臣则称哈密难于镇守，詹事霍韬则反对道：
|  | 当初设置哈密的原因，是在我朝的西北角，用于给内陆郡县作屏障。现在很难镇守了，就计划放弃它；那如果甘肃很难镇守，难道也要放弃甘肃么？明太宗设立哈密的原因是因为元朝贵族尚且能自立，于是给予其虚名，而我朝能够享受实际利益。现在嗣王已经死光了，这是上天的意思，谁能去复兴？！现在只能在各个少数民族中寻找雄才镇守的将领部落，并因此设立，而不要再特别规定新的忠顺王了。。 |

此时，兵部尚书胡世宁则反对道：“以前我们不惜放弃大宁、交趾等地，而哈密怎么能和它们比呢？忠顺王自罕慎以来，均投靠吐鲁番，且屡次向我们索求。明朝初期设立元朝贵族和宁、顺宁、安定都为王，安定又在哈密界内，接近我甘肃。现在存亡都不知道啊，为什么还只说哈密呢？我认为现在我们应当专门镇守黄河以西，不要哈密，以后不会再惹我们内陆王朝。”并称：“牙木兰本属部归正，不是叛变，不宜遣送会吐鲁番。唐朝的悉怛谋历史值得借鉴。”胡世宁还称：
|  | 番族首领狡诈多端，想夺取我们的肃州，在内地逐渐安插了一些奸细。一旦被发觉后，他们大多施行反间计，扳倒朝廷所派的边关大臣。假如我们答应让他们进京朝贡，其使臣刚刚进关，贼兵亦已到达，河西地区几度陷于危急之中。在此情况下，是闭关还是通贡，两者相比较孰利孰害是很明白的。现今王琼等人既然说贼人已逼近我们的城堡，绑架我们的士兵，声称贼人要大举进攻，这恐怕是威吓朝廷，另一方面又说贼人慑于朝廷的威力正在悔罪，应仍答应与他们通贡，他们的言词是多么自相矛盾。霍韬又对贼人没有盖印信的番文产生怀疑，而依我看即使贼人的番文盖有印信，亦不足为凭。只要不堕入他们的圈套，使他们无法达到离间我们忠臣之间的关系，废弛我们边疆地区防卫的目的，就可以了。牙兰本是我们朝廷所属的番臣，被土鲁番人掳掠而去，现今束身前来归附，其事属于反正，应马上安抚并任用他。招抚对他们这些携有二心的人，会使我们藩篱屏障更为坚固。至于是否去兴复哈密，我们中国不宜着急。哈密国已是立灭多次，现在其王也已被贼人所利用，百姓也全部流亡了。假如在哈密另立其他族为王，则他们强大时便会入侵中国；弱小时又会服从贼人，难保他们不做侵叛之臣。所以我认为兴复哈密对中国无益，只会给番族首领向朝廷要挟提供便利。故请求皇上给王琼赐盖有玉玺的文书，让他会同甘肃的守卫大臣，把番国使者遣送回去，让其使者告诉满速儿，诘问他为何入侵中国。假如他推诿说自己不知此事，则让他把虎力纳咱儿戴上枷锁解送到中国来。如果这次入侵是出自瓦剌，则让他把瓦剌绑缚起来替自己赎罪。否则就拘留他们的使臣，发兵征讨他们。只有威力和信用二者并行，贼人才会知道收敛自己。同时再敕令王琼要为国家尽忠尽谋，力求好的善后计划，以通番纳贡为临时之计，充实粮库加强保卫为长久之策，这就是边疆地区的大幸了。 |

张璁等人不听，力主王琼的建议，安置各民族到肃州境内。但依照胡世宁建议，留下牙木兰不遣返。
嘉靖九年，满速儿派遣虎力奶翁进贡，再次索要牙木兰，没有得到允许。满速儿于是伺机虎力奶翁回去后，就率领部队进犯肃州。恰逢虎力奶翁死于路上，瓦剌又进攻吐鲁番北部，满速儿不得停止。当时吐鲁番欲将哈密城与失拜烟答结盟，于是明廷兵部请批准吐鲁番入贡，之后哈密名存实亡，金印也丢失了，忠顺王拜牙郎最终不能归任了。哈密最终沦为吐鲁番所占领，而各戎部落逐步被吞并，河西地区三面围敌。而守臣每年都在防卫羌戎进攻，再也无暇顾及嘉峪关外了。
嘉靖二十四年（1545年），吐鲁番统治者满速儿死后，长子沙汗嗣速鲁檀，次子马黑麻不服其辖，亦称速鲁檀，分据哈密。嘉靖三十六年（1557年），哈密卫都督米尔马黑麻要求内附，明廷让其驻屯甘肃。嘉靖三十八年（1559年），吐鲁番速鲁檀沙汗子脱列速刺复居哈密。隆庆四年（1570年），满速儿次子马黑麻回吐鲁番，嗣兄职为速鲁檀。万历十年（1582年），哈密卫都督同知米尔马黑麻等要求袭职。万历三十五年（1607年），哈密为叶尔羌汗国势力范围，哈密首领为巴拜汗。